# Regne (biologia)
En biologia, un regne és una categoria taxonòmica, cada una de les grans subdivisions en què es consideren distribuïts els éssers vius, basant-se en les seves característiques comunes.
Com a categoria taxonòmica és tradicionalment la categoria superior i en el més recent sistema de tres dominis, la categoria zoològica sota el domini biològic.
Els regnes es divideixen en grups més petits anomenats fílums (en zoologia) o divisions (en botànica). La seqüència completa de categories és vida, domini, regne, fílum, classe, ordre, família, gènere i espècie.
Actualment als Estats Units pocs llibres de text utilitzen el sistema de sis regnes, només als llocs mes exquisits (Animalia, Plantae, Fungi, Protista, Archaea, Eubacteria) mentre que a la Gran Bretanya, Austràlia i Colòmbia els llibres de text poden descriure cinc regnes (Animalia, Plantae, Fungi, Protista i Prokaryota o Monera).
Històricament el nombre de regnes acceptats ha crescut de dos a sis. Tanmateix la recerca filogenètica de l'any 2000 ençà no fa valença a cap dels sistemes tradicionals.

## Infraregne
Infraregne en biologia (en llatí: infraregnum, que significa per sota del regne) és una categoria taxonòmica immediatament per sota del subregne i per sobre del fílum. Per exemple: domini eukaryota, regne chromalveolata, subregne biciliata, infraregne alveolata, fílum myzozoa, subfílum apicomplexa.

## Dos regnes
La classificació dels éssers vius entre animals i plantes és la més antiga. Aristòtil (384 aC–322 aC) classificà les espècies animals en el seu llibre Història dels animals, i el seu deixeble Teofrast (c. 371–c. 287 aC) escriví un llibre similar en paral·lel (Història de les plantes).
Carl von Linné (1707–1778) va fer els fonaments de la moderna nomenclatura biològica, actualment regulada en codis de nomenclatura. Distingí dos regnes d'éssers vius: Regnum Animale ('regne animal') per als animals i Regnum Vegetabile ('regne dels vegetals') per a les plantes. (Linnaeus també va incloure els minerals, ubicant-los en el tercer regne, Regnum Lapideum.) Linnaeus dividí cada regne en tres classes, més tard agrupats en phyla per als animals i divisions per a les plantes.
| Vida | \| \| Regnum Vegetabile \| \| \| \| \| \| Regnum Animale \| \| \| \| |
|      | \| \| Regnum Vegetabile \| \| \| \| \| \| Regnum Animale \| \| \| \| |
|      | Regnum Vegetabile                                                    |
|      |                                                                      |
|      | Regnum Animale                                                       |
|      |                                                                      |

|  | Regnum Vegetabile |
|  |                   |
|  | Regnum Animale    |
|  |                   |

## Tres regnes
El 1674, Antonie van Leeuwenhoek, sovint anomenat el pare de la microscòpia, envià a la Royal Society de Londres una còpia de les seves primeres observacions al microscopi d'organismes unicel·lulars. Fins aquell moment s'ignorava completament que aquells organismes microscòpics existissin. De primer aquests organismes es van dividir entre animals i plantes i ubicats en el seu regne apropiat. Tanmateix, cap a la meitat del segle xix va quedar clar que "la dicotomia existent entre els regnes de les plantes i dels animals [havia passat] ràpidament a ser borrosa i els seus límits passats de moda".
En 1858, Richard Owen va observar la dificultat de classificar els éssers microbians en animals i vegetals, per la qual cosa va proposar crear el regne Protozoa i els va definir com els éssers en la seva majoria diminuts formats per cèl·lules nucleades.
En 1860 el biòleg anglès John Hogg, postula el tercer Regnium primigenium o Protoctista per als protozous, protófitos i formes simples, com l'esponja verda dulciaqüícola Spongilla que en realitat és simbiont amb algues verdes. Hogg en realitat parlava de quatre regnes: animal, vegetal, primigeni i mineral. Les idees de Hogg van ser eclipsades per Ernst Haeckel, qui és considerat fundador de la protistologia.
El 1866, seguint les propostes de Richard Owen i John Hogg, Ernst Haeckel proposà un tercer regne de la vida. Haeckel revisà el contingut d'aquest regne moltes vegades abans d'encabir-lo en una divisió basada en quins organismes eren unicel·lulars (protista) o pluricel·lulars (animals i plantes).
| Vida | \| \| Regne Protoctista \| \| \| \| \| \| Regne Plantae \| \| \| \| \| \| Regne Animalia \| \| \| \| |
|      | \| \| Regne Protoctista \| \| \| \| \| \| Regne Plantae \| \| \| \| \| \| Regne Animalia \| \| \| \| |
|      | Regne Protoctista                                                                                    |
|      | |
|      | Regne Plantae                                                                                        |
|      | |
|      | Regne Animalia                                                                                       |
|      | |

|  | Regne Protoctista |
|  |                   |
|  | Regne Plantae     |
|  |                   |
|  | Regne Animalia    |
|  |                   |

## Quatre regnes
El desenvolupament del microscopi, i el microscopi electrònic en particular, revelaren una distinció important entre els organismes que eren unicel·lulars les cèl·lules dels quals no tenien nucli diferenciat (procariotes), i aquells organismes unicel·lulars o pluricel·lulars que sí que en tenien (eucariotes). Es va fer una classificació en quatre regnes, desplaçant els dos grups procariotes, bacteris i algues blaves, en un regne separat: Monera.
| Vida | \| \| Regne Monera (procariotes, és a dir bacteris i algues blaves) \| \| \| \| \| \| Regne Protista (eucariotes unicel·lulars) \| \| \| \| \| \| Regne Plantae \| \| \| \| \| \| Regne Animalia \| \| \| \| |
|      | \| \| Regne Monera (procariotes, és a dir bacteris i algues blaves) \| \| \| \| \| \| Regne Protista (eucariotes unicel·lulars) \| \| \| \| \| \| Regne Plantae \| \| \| \| \| \| Regne Animalia \| \| \| \| |
|      | Regne Monera (procariotes, és a dir bacteris i algues blaves) |
|      | |
|      | Regne Protista (eucariotes unicel·lulars) |
|      | |
|      | Regne Plantae |
|      | |
|      | Regne Animalia |
|      | |

|  | Regne Monera (procariotes, és a dir bacteris i algues blaves) |
|  |                                                               |
|  | Regne Protista (eucariotes unicel·lulars)                     |
|  |                                                               |
|  | Regne Plantae                                                 |
|  |                                                               |
|  | Regne Animalia                                                |
|  |                                                               |

La distinció entre procariotes/eucariotes es va revelar molt important i Roger Stanier i Van Niel popularitzaren la proposta d'Édouard Chatton cap a la dècada de 1960 de reconèixer formalment aquesta divisió. Això va requerir que per primera vegada s'establís un rang superior al de regne, un superregne o imperi.
| Imperi Procariota | \| \| Regne Monera \| \| \| \| |
|                   | \| \| Regne Monera \| \| \| \| |
|                   | Regne Monera                   |
|                   |                                |

|  | Regne Monera |
|  |              |

| Imperi Eucariota | \| \| Regne Protista \| \| \| \| \| \| Regne Plantae \| \| \| \| \| \| Regne Animalia \| \| \| \| |
|                  | \| \| Regne Protista \| \| \| \| \| \| Regne Plantae \| \| \| \| \| \| Regne Animalia \| \| \| \| |
|                  | Regne Protista                                                                                    |
|                  |                                                                                                   |
|                  | Regne Plantae                                                                                     |
|                  |                                                                                                   |
|                  | Regne Animalia                                                                                    |
|                  |                                                                                                   |

|  | Regne Protista |
|  |                |
|  | Regne Plantae  |
|  |                |
|  | Regne Animalia |
|  |                |

| Imperi Procariota | \| \| Regne Monera \| \| \| \| |
|                   | \| \| Regne Monera \| \| \| \| |
|                   | Regne Monera                   |
|                   |                                |

|  | Regne Monera |
|  |              |

| Imperi Eucariota | \| \| Regne Protista \| \| \| \| \| \| Regne Plantae \| \| \| \| \| \| Regne Animalia \| \| \| \| |
|                  | \| \| Regne Protista \| \| \| \| \| \| Regne Plantae \| \| \| \| \| \| Regne Animalia \| \| \| \| |
|                  | Regne Protista                                                                                    |
|                  |                                                                                                   |
|                  | Regne Plantae                                                                                     |
|                  |                                                                                                   |
|                  | Regne Animalia                                                                                    |
|                  |                                                                                                   |

|  | Regne Protista |
|  |                |
|  | Regne Plantae  |
|  |                |
|  | Regne Animalia |
|  |                |

| Imperi Procariota | \| \| Regne Monera \| \| \| \| |
|                   | \| \| Regne Monera \| \| \| \| |
|                   | Regne Monera                   |
|                   |                                |

|  | Regne Monera |
|  |              |

| Imperi Eucariota | \| \| Regne Protista \| \| \| \| \| \| Regne Plantae \| \| \| \| \| \| Regne Animalia \| \| \| \| |
|                  | \| \| Regne Protista \| \| \| \| \| \| Regne Plantae \| \| \| \| \| \| Regne Animalia \| \| \| \| |
|                  | Regne Protista                                                                                    |
|                  |                                                                                                   |
|                  | Regne Plantae                                                                                     |
|                  |                                                                                                   |
|                  | Regne Animalia                                                                                    |
|                  |                                                                                                   |

|  | Regne Protista |
|  |                |
|  | Regne Plantae  |
|  |                |
|  | Regne Animalia |
|  |                |

| Imperi Procariota | \| \| Regne Monera \| \| \| \| |
|                   | \| \| Regne Monera \| \| \| \| |
|                   | Regne Monera                   |
|                   |                                |

|  | Regne Monera |
|  |              |

| Imperi Eucariota | \| \| Regne Protista \| \| \| \| \| \| Regne Plantae \| \| \| \| \| \| Regne Animalia \| \| \| \| |
|                  | \| \| Regne Protista \| \| \| \| \| \| Regne Plantae \| \| \| \| \| \| Regne Animalia \| \| \| \| |
|                  | Regne Protista                                                                                    |
|                  |                                                                                                   |
|                  | Regne Plantae                                                                                     |
|                  |                                                                                                   |
|                  | Regne Animalia                                                                                    |
|                  |                                                                                                   |

|  | Regne Protista |
|  |                |
|  | Regne Plantae  |
|  |                |
|  | Regne Animalia |
|  |                |

## Cinc regnes
La diferència entre fongs i altres organismes vists com a plantes havia estat reconeguda des de feia temps. Per exemple, Haeckel va desplaçar els fongs fora de Plantae cap a Protista, abans de canviar d'idea. Robert Whittaker va reconèixer un regne addicional per al regne dels fongs. El sistema resultant era el de cinc regnes, proposat el 1969, i que ha passat a ser molt utilitzat i forma la base dels nous sistemes amb diversos regnes. Està basat principalment en la nutrició (plantes autòtrofes, animals heteròtrofs, fongs sapròfits). Els dos regnes restants són Protista i Monera. El sistema dels cinc regnes pot combinar-se amb el sistema dels dos imperis. Davant la possibilitat que alguns d'aquests regnes poguessin no ser monofiléticos, Whittaker argüia: "La monofilia és un valor primordial en sistemàtica, però igual que altres valors, no és absolut i no sempre s'ha de seguir si se sacrifiquen altres objectius".
Altres treballs han donat suport a aquest sistema de cinc regnes, com el de Margulis (1974) i Margulis & Schwartz (1998), els qui van usar el terme original de Hogg Protoctista.
| Imperi Procariota | \| \| Regne Monera \| \| \| \| |
|                   | \| \| Regne Monera \| \| \| \| |
|                   | Regne Monera                   |
|                   |                                |

|  | Regne Monera |
|  |              |

| Imperi Eucariota | \| \| Regne Protista \| \| \| \| \| \| Regne Plantae \| \| \| \| \| \| Regne Fungi \| \| \| \| \| \| Regne Animalia \| \| \| \| |
|                  | \| \| Regne Protista \| \| \| \| \| \| Regne Plantae \| \| \| \| \| \| Regne Fungi \| \| \| \| \| \| Regne Animalia \| \| \| \| |
|                  | Regne Protista |
|                  | |
|                  | Regne Plantae |
|                  | |
|                  | Regne Fungi |
|                  | |
|                  | Regne Animalia |
|                  | |

|  | Regne Protista |
|  |                |
|  | Regne Plantae  |
|  |                |
|  | Regne Fungi    |
|  |                |
|  | Regne Animalia |
|  |                |

| Imperi Procariota | \| \| Regne Monera \| \| \| \| |
|                   | \| \| Regne Monera \| \| \| \| |
|                   | Regne Monera                   |
|                   |                                |

|  | Regne Monera |
|  |              |

| Imperi Eucariota | \| \| Regne Protista \| \| \| \| \| \| Regne Plantae \| \| \| \| \| \| Regne Fungi \| \| \| \| \| \| Regne Animalia \| \| \| \| |
|                  | \| \| Regne Protista \| \| \| \| \| \| Regne Plantae \| \| \| \| \| \| Regne Fungi \| \| \| \| \| \| Regne Animalia \| \| \| \| |
|                  | Regne Protista |
|                  | |
|                  | Regne Plantae |
|                  | |
|                  | Regne Fungi |
|                  | |
|                  | Regne Animalia |
|                  | |

|  | Regne Protista |
|  |                |
|  | Regne Plantae  |
|  |                |
|  | Regne Fungi    |
|  |                |
|  | Regne Animalia |
|  |                |

| Imperi Procariota | \| \| Regne Monera \| \| \| \| |
|                   | \| \| Regne Monera \| \| \| \| |
|                   | Regne Monera                   |
|                   |                                |

|  | Regne Monera |
|  |              |

| Imperi Eucariota | \| \| Regne Protista \| \| \| \| \| \| Regne Plantae \| \| \| \| \| \| Regne Fungi \| \| \| \| \| \| Regne Animalia \| \| \| \| |
|                  | \| \| Regne Protista \| \| \| \| \| \| Regne Plantae \| \| \| \| \| \| Regne Fungi \| \| \| \| \| \| Regne Animalia \| \| \| \| |
|                  | Regne Protista |
|                  | |
|                  | Regne Plantae |
|                  | |
|                  | Regne Fungi |
|                  | |
|                  | Regne Animalia |
|                  | |

|  | Regne Protista |
|  |                |
|  | Regne Plantae  |
|  |                |
|  | Regne Fungi    |
|  |                |
|  | Regne Animalia |
|  |                |

| Imperi Procariota | \| \| Regne Monera \| \| \| \| |
|                   | \| \| Regne Monera \| \| \| \| |
|                   | Regne Monera                   |
|                   |                                |

|  | Regne Monera |
|  |              |

| Imperi Eucariota | \| \| Regne Protista \| \| \| \| \| \| Regne Plantae \| \| \| \| \| \| Regne Fungi \| \| \| \| \| \| Regne Animalia \| \| \| \| |
|                  | \| \| Regne Protista \| \| \| \| \| \| Regne Plantae \| \| \| \| \| \| Regne Fungi \| \| \| \| \| \| Regne Animalia \| \| \| \| |
|                  | Regne Protista |
|                  | |
|                  | Regne Plantae |
|                  | |
|                  | Regne Fungi |
|                  | |
|                  | Regne Animalia |
|                  | |

|  | Regne Protista |
|  |                |
|  | Regne Plantae  |
|  |                |
|  | Regne Fungi    |
|  |                |
|  | Regne Animalia |
|  |                |

## Sistemes multiregnes
Des que Haeckel va proposar el regne Protista, molts biòlegs van considerar que aquest grup era excessivament polifilètic o parafilètic i que havia de subdividir-se en diversos regnes monofilètics. Hennig en 1950 va proposar la seva teoria de la sistemàtica filogenètica (posteriorment denominada cladista), que introduïa explícitament el concepte d'evolució en sistemàtica per grups monofilètics (tal com postulava Darwin).
Un d'aquests sistemes va ser el de G. F. Leedale, que en 1974 va proposar 19 regnes: Monera, Rhodophyta, Plantae, Heterokonta, Eustigmatophyta, Haptophyta, Cryptophyta, Dinophyta, Euglenophyta, Chytridiomycota, Fungi, Myxomycota, Zoomastigota (zooflagelats), Sarcodinia, Ciliophora, Sporozoa, Animalia, Porifera i Mesozoa. No obstant això, molts d'aquests clades han estat reagrupats o superats per l'estudi filogenètic protist en contínua actualització.
S'han proposat altres sistemes. El més gran és probablement el de A.L. Drozdov (2003), qui va proposar 26 regnes.

## Sis regnes
Des de la meitat de la dècada de 1970 hi ha hagut molt interès que el principal factor de classificació fossin les comparacions genètiques a nivell molecular (inicialment els gens de l'ARN dels ribosomes). Es va primar la similitud genètica per sobre la morfològica. Els grups taxonòmics, inclosos els regnes, havien de ser grups d'organismes amb un avantpassat comú, ja fos monofilètic (tots descendents d'un antecessor comú) o parafilètic (només alguns descendeixen d'un avantpassat comú). Basant-se en aquests estudis d'ARN, Carl Woese dividí els procariotes (regne Monera) en dos grups, anomenats Eubacteria i Archaebacteria. Els grups eucariotes com les plantes, fongs i animals encara que uns i altres semblin molt diferents són més similars que als Eubacteria o Archaebacteria. S'ha de tenir present, a més, que els eucariotes estan més estretament relacionats genèticament amb els Archaebacteria que no pas amb els Eubacteria. Woese mirà d'establir un sistema de "tres regnes primaris" o "ur-regne". El 1990, es va proposar el nom de domini per al rang més alt. El sistema de sis regnes que es mostra a sota representa una fusió del sistema de cinc regnes i el sistema de tres dominis. Aquest sistema és l'estàndard en molts treballs.
| Domini Bacteria | \| \| Regne Bacteria \| \| \| \| |
|                 | \| \| Regne Bacteria \| \| \| \| |
|                 | Regne Bacteria                   |
|                 |                                  |

|  | Regne Bacteria |
|  |                |

| Domini Archaea | \| \| Regne Archaea \| \| \| \| |
|                | \| \| Regne Archaea \| \| \| \| |
|                | Regne Archaea                   |
|                |                                 |

|  | Regne Archaea |
|  |               |

| Domini Eukarya | \| \| Regne Protista \| \| \| \| \| \| Regne Plantae \| \| \| \| \| \| Regne Fungi \| \| \| \| \| \| Regne Animalia \| \| \| \| |
|                | \| \| Regne Protista \| \| \| \| \| \| Regne Plantae \| \| \| \| \| \| Regne Fungi \| \| \| \| \| \| Regne Animalia \| \| \| \| |
|                | Regne Protista |
|                | |
|                | Regne Plantae |
|                | |
|                | Regne Fungi |
|                | |
|                | Regne Animalia |
|                | |

|  | Regne Protista |
|  |                |
|  | Regne Plantae  |
|  |                |
|  | Regne Fungi    |
|  |                |
|  | Regne Animalia |
|  |                |

| Domini Bacteria | \| \| Regne Bacteria \| \| \| \| |
|                 | \| \| Regne Bacteria \| \| \| \| |
|                 | Regne Bacteria                   |
|                 |                                  |

|  | Regne Bacteria |
|  |                |

| Domini Archaea | \| \| Regne Archaea \| \| \| \| |
|                | \| \| Regne Archaea \| \| \| \| |
|                | Regne Archaea                   |
|                |                                 |

|  | Regne Archaea |
|  |               |

| Domini Eukarya | \| \| Regne Protista \| \| \| \| \| \| Regne Plantae \| \| \| \| \| \| Regne Fungi \| \| \| \| \| \| Regne Animalia \| \| \| \| |
|                | \| \| Regne Protista \| \| \| \| \| \| Regne Plantae \| \| \| \| \| \| Regne Fungi \| \| \| \| \| \| Regne Animalia \| \| \| \| |
|                | Regne Protista |
|                | |
|                | Regne Plantae |
|                | |
|                | Regne Fungi |
|                | |
|                | Regne Animalia |
|                | |

|  | Regne Protista |
|  |                |
|  | Regne Plantae  |
|  |                |
|  | Regne Fungi    |
|  |                |
|  | Regne Animalia |
|  |                |

| Domini Bacteria | \| \| Regne Bacteria \| \| \| \| |
|                 | \| \| Regne Bacteria \| \| \| \| |
|                 | Regne Bacteria                   |
|                 |                                  |

|  | Regne Bacteria |
|  |                |

| Domini Archaea | \| \| Regne Archaea \| \| \| \| |
|                | \| \| Regne Archaea \| \| \| \| |
|                | Regne Archaea                   |
|                |                                 |

|  | Regne Archaea |
|  |               |

| Domini Eukarya | \| \| Regne Protista \| \| \| \| \| \| Regne Plantae \| \| \| \| \| \| Regne Fungi \| \| \| \| \| \| Regne Animalia \| \| \| \| |
|                | \| \| Regne Protista \| \| \| \| \| \| Regne Plantae \| \| \| \| \| \| Regne Fungi \| \| \| \| \| \| Regne Animalia \| \| \| \| |
|                | Regne Protista |
|                | |
|                | Regne Plantae |
|                | |
|                | Regne Fungi |
|                | |
|                | Regne Animalia |
|                | |

|  | Regne Protista |
|  |                |
|  | Regne Plantae  |
|  |                |
|  | Regne Fungi    |
|  |                |
|  | Regne Animalia |
|  |                |

| Domini Bacteria | \| \| Regne Bacteria \| \| \| \| |
|                 | \| \| Regne Bacteria \| \| \| \| |
|                 | Regne Bacteria                   |
|                 |                                  |

|  | Regne Bacteria |
|  |                |

| Domini Archaea | \| \| Regne Archaea \| \| \| \| |
|                | \| \| Regne Archaea \| \| \| \| |
|                | Regne Archaea                   |
|                |                                 |

|  | Regne Archaea |
|  |               |

| Domini Eukarya | \| \| Regne Protista \| \| \| \| \| \| Regne Plantae \| \| \| \| \| \| Regne Fungi \| \| \| \| \| \| Regne Animalia \| \| \| \| |
|                | \| \| Regne Protista \| \| \| \| \| \| Regne Plantae \| \| \| \| \| \| Regne Fungi \| \| \| \| \| \| Regne Animalia \| \| \| \| |
|                | Regne Protista |
|                | |
|                | Regne Plantae |
|                | |
|                | Regne Fungi |
|                | |
|                | Regne Animalia |
|                | |

|  | Regne Protista |
|  |                |
|  | Regne Plantae  |
|  |                |
|  | Regne Fungi    |
|  |                |
|  | Regne Animalia |
|  |                |

Woese també reconegué que el regne Protista no era un grup monofilètic.

## Sis regnes de Cavalier-Smith
No tothom accepta els punts de vista de Thomas Cavalier-Smith. El 1998, publicà un model en sis regnes, que ha anat revisant. A sota es mostra la revisió de l'any 2004. Cavalier-Smith no accepta la importància de la divisió eubacteria–archaebacteria de Woese i altres. El seu regne Bacteria inclou els Archaebacteria com a part d'un subregne junt amb un grup d'Eubacteria (Posibacteria).
| Imperi Prokaryota | \| \| Regne Bacteria — inclou Archaebacteria com a part d'un subregne \| \| \| \| |
|                   | \| \| Regne Bacteria — inclou Archaebacteria com a part d'un subregne \| \| \| \| |
|                   | Regne Bacteria — inclou Archaebacteria com a part d'un subregne                   |
|                   |                                                                                   |

|  | Regne Bacteria — inclou Archaebacteria com a part d'un subregne |
|  |                                                                 |

| Imperi Eukaryota | \| \| Regne Protozoa — p. ex. Amoebozoa, Choanozoa, Rhizaria, Excavata, Alveolata \| \| \| \| \| \| Regne Chromista — p. ex. cryptophyta, Heterokonta (stramenopiles), Haptophyta \| \| \| \| \| \| Regne Plantae — p. ex. glaucophyta, algues vermelles i algues verdes, plantes terrestres \| \| \| \| \| \| Regne Fungi \| \| \| \| \| \| Regne Animalia \| \| \| \| |
|                  | \| \| Regne Protozoa — p. ex. Amoebozoa, Choanozoa, Rhizaria, Excavata, Alveolata \| \| \| \| \| \| Regne Chromista — p. ex. cryptophyta, Heterokonta (stramenopiles), Haptophyta \| \| \| \| \| \| Regne Plantae — p. ex. glaucophyta, algues vermelles i algues verdes, plantes terrestres \| \| \| \| \| \| Regne Fungi \| \| \| \| \| \| Regne Animalia \| \| \| \| |
|                  | Regne Protozoa — p. ex. Amoebozoa, Choanozoa, Rhizaria, Excavata, Alveolata |
|                  | |
|                  | Regne Chromista — p. ex. cryptophyta, Heterokonta (stramenopiles), Haptophyta |
|                  | |
|                  | Regne Plantae — p. ex. glaucophyta, algues vermelles i algues verdes, plantes terrestres |
|                  | |
|                  | Regne Fungi |
|                  | |
|                  | Regne Animalia |
|                  | |

|  | Regne Protozoa — p. ex. Amoebozoa, Choanozoa, Rhizaria, Excavata, Alveolata              |
|  |                                                                                          |
|  | Regne Chromista — p. ex. cryptophyta, Heterokonta (stramenopiles), Haptophyta            |
|  |                                                                                          |
|  | Regne Plantae — p. ex. glaucophyta, algues vermelles i algues verdes, plantes terrestres |
|  |                                                                                          |
|  | Regne Fungi                                                                              |
|  |                                                                                          |
|  | Regne Animalia                                                                           |
|  |                                                                                          |

| Imperi Prokaryota | \| \| Regne Bacteria — inclou Archaebacteria com a part d'un subregne \| \| \| \| |
|                   | \| \| Regne Bacteria — inclou Archaebacteria com a part d'un subregne \| \| \| \| |
|                   | Regne Bacteria — inclou Archaebacteria com a part d'un subregne                   |
|                   |                                                                                   |

|  | Regne Bacteria — inclou Archaebacteria com a part d'un subregne |
|  |                                                                 |

| Imperi Eukaryota | \| \| Regne Protozoa — p. ex. Amoebozoa, Choanozoa, Rhizaria, Excavata, Alveolata \| \| \| \| \| \| Regne Chromista — p. ex. cryptophyta, Heterokonta (stramenopiles), Haptophyta \| \| \| \| \| \| Regne Plantae — p. ex. glaucophyta, algues vermelles i algues verdes, plantes terrestres \| \| \| \| \| \| Regne Fungi \| \| \| \| \| \| Regne Animalia \| \| \| \| |
|                  | \| \| Regne Protozoa — p. ex. Amoebozoa, Choanozoa, Rhizaria, Excavata, Alveolata \| \| \| \| \| \| Regne Chromista — p. ex. cryptophyta, Heterokonta (stramenopiles), Haptophyta \| \| \| \| \| \| Regne Plantae — p. ex. glaucophyta, algues vermelles i algues verdes, plantes terrestres \| \| \| \| \| \| Regne Fungi \| \| \| \| \| \| Regne Animalia \| \| \| \| |
|                  | Regne Protozoa — p. ex. Amoebozoa, Choanozoa, Rhizaria, Excavata, Alveolata |
|                  | |
|                  | Regne Chromista — p. ex. cryptophyta, Heterokonta (stramenopiles), Haptophyta |
|                  | |
|                  | Regne Plantae — p. ex. glaucophyta, algues vermelles i algues verdes, plantes terrestres |
|                  | |
|                  | Regne Fungi |
|                  | |
|                  | Regne Animalia |
|                  | |

|  | Regne Protozoa — p. ex. Amoebozoa, Choanozoa, Rhizaria, Excavata, Alveolata              |
|  |                                                                                          |
|  | Regne Chromista — p. ex. cryptophyta, Heterokonta (stramenopiles), Haptophyta            |
|  |                                                                                          |
|  | Regne Plantae — p. ex. glaucophyta, algues vermelles i algues verdes, plantes terrestres |
|  |                                                                                          |
|  | Regne Fungi                                                                              |
|  |                                                                                          |
|  | Regne Animalia                                                                           |
|  |                                                                                          |

| Imperi Prokaryota | \| \| Regne Bacteria — inclou Archaebacteria com a part d'un subregne \| \| \| \| |
|                   | \| \| Regne Bacteria — inclou Archaebacteria com a part d'un subregne \| \| \| \| |
|                   | Regne Bacteria — inclou Archaebacteria com a part d'un subregne                   |
|                   |                                                                                   |

|  | Regne Bacteria — inclou Archaebacteria com a part d'un subregne |
|  |                                                                 |

| Imperi Eukaryota | \| \| Regne Protozoa — p. ex. Amoebozoa, Choanozoa, Rhizaria, Excavata, Alveolata \| \| \| \| \| \| Regne Chromista — p. ex. cryptophyta, Heterokonta (stramenopiles), Haptophyta \| \| \| \| \| \| Regne Plantae — p. ex. glaucophyta, algues vermelles i algues verdes, plantes terrestres \| \| \| \| \| \| Regne Fungi \| \| \| \| \| \| Regne Animalia \| \| \| \| |
|                  | \| \| Regne Protozoa — p. ex. Amoebozoa, Choanozoa, Rhizaria, Excavata, Alveolata \| \| \| \| \| \| Regne Chromista — p. ex. cryptophyta, Heterokonta (stramenopiles), Haptophyta \| \| \| \| \| \| Regne Plantae — p. ex. glaucophyta, algues vermelles i algues verdes, plantes terrestres \| \| \| \| \| \| Regne Fungi \| \| \| \| \| \| Regne Animalia \| \| \| \| |
|                  | Regne Protozoa — p. ex. Amoebozoa, Choanozoa, Rhizaria, Excavata, Alveolata |
|                  | |
|                  | Regne Chromista — p. ex. cryptophyta, Heterokonta (stramenopiles), Haptophyta |
|                  | |
|                  | Regne Plantae — p. ex. glaucophyta, algues vermelles i algues verdes, plantes terrestres |
|                  | |
|                  | Regne Fungi |
|                  | |
|                  | Regne Animalia |
|                  | |

|  | Regne Protozoa — p. ex. Amoebozoa, Choanozoa, Rhizaria, Excavata, Alveolata              |
|  |                                                                                          |
|  | Regne Chromista — p. ex. cryptophyta, Heterokonta (stramenopiles), Haptophyta            |
|  |                                                                                          |
|  | Regne Plantae — p. ex. glaucophyta, algues vermelles i algues verdes, plantes terrestres |
|  |                                                                                          |
|  | Regne Fungi                                                                              |
|  |                                                                                          |
|  | Regne Animalia                                                                           |
|  |                                                                                          |

| Imperi Prokaryota | \| \| Regne Bacteria — inclou Archaebacteria com a part d'un subregne \| \| \| \| |
|                   | \| \| Regne Bacteria — inclou Archaebacteria com a part d'un subregne \| \| \| \| |
|                   | Regne Bacteria — inclou Archaebacteria com a part d'un subregne                   |
|                   |                                                                                   |

|  | Regne Bacteria — inclou Archaebacteria com a part d'un subregne |
|  |                                                                 |

| Imperi Eukaryota | \| \| Regne Protozoa — p. ex. Amoebozoa, Choanozoa, Rhizaria, Excavata, Alveolata \| \| \| \| \| \| Regne Chromista — p. ex. cryptophyta, Heterokonta (stramenopiles), Haptophyta \| \| \| \| \| \| Regne Plantae — p. ex. glaucophyta, algues vermelles i algues verdes, plantes terrestres \| \| \| \| \| \| Regne Fungi \| \| \| \| \| \| Regne Animalia \| \| \| \| |
|                  | \| \| Regne Protozoa — p. ex. Amoebozoa, Choanozoa, Rhizaria, Excavata, Alveolata \| \| \| \| \| \| Regne Chromista — p. ex. cryptophyta, Heterokonta (stramenopiles), Haptophyta \| \| \| \| \| \| Regne Plantae — p. ex. glaucophyta, algues vermelles i algues verdes, plantes terrestres \| \| \| \| \| \| Regne Fungi \| \| \| \| \| \| Regne Animalia \| \| \| \| |
|                  | Regne Protozoa — p. ex. Amoebozoa, Choanozoa, Rhizaria, Excavata, Alveolata |
|                  | |
|                  | Regne Chromista — p. ex. cryptophyta, Heterokonta (stramenopiles), Haptophyta |
|                  | |
|                  | Regne Plantae — p. ex. glaucophyta, algues vermelles i algues verdes, plantes terrestres |
|                  | |
|                  | Regne Fungi |
|                  | |
|                  | Regne Animalia |
|                  | |

|  | Regne Protozoa — p. ex. Amoebozoa, Choanozoa, Rhizaria, Excavata, Alveolata              |
|  |                                                                                          |
|  | Regne Chromista — p. ex. cryptophyta, Heterokonta (stramenopiles), Haptophyta            |
|  |                                                                                          |
|  | Regne Plantae — p. ex. glaucophyta, algues vermelles i algues verdes, plantes terrestres |
|  |                                                                                          |
|  | Regne Fungi                                                                              |
|  |                                                                                          |
|  | Regne Animalia                                                                           |
|  |                                                                                          |

## Altres nivells de classificació
A causa de l'elevada varietat de la vida s'han establert nombrosos nivells de classificació denominats tàxons. El nivell de regne era fins fa poc el nivell superior de la classificació biològica. En les classificacions modernes el nivell superior és el domini, superregne o imperi; cadascun dels quals se subdivideix en regnes, els regnes, al seu torn, poden organitzar-se en talls, etc. Els nivells més importants de la classificació biològica es mostren a continuació:
- Superregne, domini o imperi (Superregnum, Dominium, Imperium).
- Regne (Regnum)
- Subregne (Subregnum)
- Branca (Ramus)
- Infrarregne (Infraregnum)
  - Filum (animals i altres) o Divisió (plantes i fongs).
    - Classe
      - Ordre
        - Família

          - Gènere
            - Espècie

## Sumari
La seqüència des del sistema de dos regnes fins al sistema de sis regnes de Cavalier-Smith es pot resumir en la taula de sota.
| Linnaeus 1735 2 regnes | Haeckel 1866 3 regnes | Chatton 1937 2 imperis | Copeland 1938 4 regnes | Whittaker 1969 5 regnes | Woese i cols. 1977 6 regnes | Woese i cols. 1990 3 dominis | Cavallier-Smith 1993 8 regnes | Cavallier-Smith 1998 6 regnes |
| ---------------------- | --------------------- | ---------------------- | ---------------------- | ----------------------- | --------------------------- | ---------------------------- | ----------------------------- | ----------------------------- |
| (no tractats)          | Protista              | Prokaryota             | Monera                 | Monera                  | Eubacteria                  | Eubacteria                   | Eubacteria                    | Eubacteria                    |
| (no tractats)          | Protista              | Prokaryota             | Monera                 | Monera                  | Archaebacteria              | Archaea                      | Archaebacteria                | Eubacteria                    |
| (no tractats)          | Protista              | Eukaryota              | Protista               | Protista                | Protista                    | Eukarya                      | Archaezoa                     | Protozoa                      |
| (no tractats)          | Protista              | Eukaryota              | Protista               | Protista                | Protista                    | Eukarya                      | Protozoa                      | Protozoa                      |
| (no tractats)          | Protista              | Eukaryota              | Protista               | Protista                | Protista                    | Eukarya                      | Chromista                     | Chromista                     |
| Vegetabilia            | Plantae               | Eukaryota              | Protista               | Fungi                   | Fungi                       | Eukarya                      | Fungi                         | Fungi                         |
| Vegetabilia            | Plantae               | Eukaryota              | Plantae                | Plantae                 | Plantae                     | Eukarya                      | Plantae                       | Plantae                       |
| Animalia               | Animalia              | Eukaryota              | Animalia               | Animalia                | Animalia                    | Eukarya                      | Animalia                      | Animalia                      |

S'ha de tenir en compte que les equivalències de la taula no són perfectes. Per exemple Haeckel ubicà les algues roges (la seva Florideae, les modernes Florideophyceae) i algues verd-blaves (la seva Archephyta, que ara es diuen Cyanobacteria) en el seu Plantae.
De tota manera, la recerca del segle XXI no dona suport a la classificació dels eucariotes en cap d'aquests sistemes (any 2010).